# Ples na podeželju
Ples na podeželju (francosko Danse à la campagne) je oljna slika francoskega umetnika Pierre-Augusta Renoirja iz leta 1883. Trenutno se hrani v Musée d'Orsay v Parizu. 

## Ozadje
To sliko je leta 1882 naročil trgovec Paul Durand-Ruel, ki je želel delo na temo plesa. Kupil ga je leta 1886 in ga obdržal do Renoirjeve smrti leta 1919. Prvič je bila slika razstavljena aprila 1883. Renoir je istega leta naslikal tudi dopolnilno sliko na isto temo z naslovom Ples v mestu. 
Slikanje pod vplivom umetnikovega potovanja po Italiji leta 1881, kjer je našel navdih pri Rafaelu, je zaznamovalo evolucijo slikarja, ki se je potem poskušal odmakniti od impresionizma. 

## Opis
Na sliki je par, ki pleše pod kostanjem: moški je Paul Lhôte, slikarjev prijatelj, ženska je Aline Charigot, ki je kasneje postala slikarjeva žena. Obe osebi sta naslikani v naravni velikosti in zasedata skoraj celotno sliko. Vidimo lahko mizo v ozadju na desni in klobuk na tleh ter par obrazov pod nivojem plesišča. Ženska, ki drži pahljačo v desni roki, kaže nasmejan obraz in gleda proti gledalcu. Prizor je prikazuje  svetlo in veselo vzdušje, ženska oblačila pa uporabljajo tople barve (rumene rokavice, rdeč klobuk). 